# St Thomas the Apostle Winchelsea
St Thomas the Apostle Winchelsea var en civil parish fram till 1956 när den uppgick i Camber i grevskapet East Sussex i England. Civil parish var belägen 16 km från Hastings och hade 173 invånare år 1951.